# لايف تايم
لايف تايم أو وقت الحياة (بالإنجليزية: Lifetime)‏ هي قناة كبلية و‌فضائية أميريكية جزء من شركة لايف تايم لخدمات الترفيه، المتفرعة من شبكة أي+إي، والتان يكونان معًا شركة هيرست و‌شركة والت ديزني. القناة تقدم برامج بمجملها موجهة للمرأة أو لإبراز المرأة في أدوار قيادية.
حتى فبراير 2015، ما يقارب 95,894,000 أسرة أميريكية (82.4% من الأسر التي لديها تلفزيون) يستقبلون لايف تايم.

## أسلاف

### داي تايم
داي تايم كانت تعرف بالبيتا «فترة تجريبية»، أطلقت في مارس 1982 بواسطة شركة هيرست-أي بي سي لخدمات الفيديو. وعملت لمدة 4 ساعات يوميًا على الكبل. وركزت القناة على البرامج البديلة للمرأة.

### كيبل هيلث نينتورك
كبل شبكة الصحة انطلقت كقناة بدوام كامل في يونيو 1982 مع مجموعة واسعة من البرامج ذات العلاقة بالصحة. في نوفمبر 1983 كيبل هيلث نيتورك اعتمدت الاسم الجديد «تلفزيون لايف تايم الطبي».

## روابط خارجية
- لايف تايم على موقع قاعدة بيانات برودواي على الإنترنت (الإنجليزية)

- الموقع الرسمي|www.mylifetime.com}}